# Stazione a elevata automazione
Una stazione a elevata automazione è una tipologia di casello autostradale italiano privo di persona fisica per il pagamento del pedaggio.
Testato inizialmente su alcuni caselli dell'autostrada dei Laghi nel 1998, il servizio di incasso viene effettuato unicamente attraverso apparati di telepedaggio, carte e casse automatiche per i contanti, sprovviste di personale. Tale pratica presto si è diffusa su altri tratti autostradali, talvolta soppiantando piste dedicate agli operatori fisici in favore di casse automatiche per la modalità self-service.
Alcuni caselli ad elevata automazione non permettono il pagamento con i contanti, quindi il servizio di incasso viene effettuato unicamente attraverso apparati di telepedaggio e carte come per il traforo dello Zovo e lo svincolo di Foggia Zona Industriale sulla A14.
Altri caselli ad elevata automazione non permettono il pagamento con i contanti né con le carte ed il servizio di incasso viene effettuato unicamente attraverso apparati di telepedaggio, come lo svincolo di Sasso Marconi nord sulla A1 e Albiano-Ceparana sulla A12.
Come in tutti i caselli, l'assistenza ai passeggeri in transito è garantita attraverso postazioni remote dotate di telecamere, nelle quali si può dialogare da remoto con gli operatori premendo appositi pulsanti dedicati all'assistenza.
Casi di guasti tecnici hanno creato in passato disagi e lamentele da parte degli automobilisti.